# آقای چرچ
آقای چِرچ (انگلیسی: Mr. Church) فیلمی درام به کارگردانی بروس برسفورد است که در سال ۲۰۱۶ منتشر شد. نویسندهٔ این فیلم سوزان مک‌مارتین است و از بازیگران آن می‌توان به ادی مورفی، بریت رابرتسون، خاویر ساموئل، لوسی فرای، کریستین مدسن و ناتاشا مک‌الهون اشاره کرد.
اولین اکران این فیلم در ۲۲ آوریل ۲۰۱۶ میلادی در جشنواره فیلم ترایبکا بود.

## بازیگران
- ادی مورفی در نقش هنری جوزف چرچ
- بریت رابرتسون در نقش شارلوت بروکس
  - ناتالی کالین در نقش کودکیِ شارلوت
- ناتاشا مک‌الهون در نقش ماری بروکس
- خاویر ساموئل در نقش اوون
  - لینکلن ملچر در نقش کودکیِ اوون
- لوسی فرای در نقش پاپی
  - مدیسون ولف در نقش کودکی پاپی
- کریستین مدسن در نقش اِدی لارسون
- مکینا گریس در نقش ایزی
- تام بری در نقش فرانکی تویگز

## نقدها
آقای چرچ نقدهایی منفی از منتقدان گرفت، هرچند که بازی ادی مورفی مورد ستایش قرار گرفت. این فیلم در راتن تومیتوز براساس ۲۶ نقد، امتیاز ۱۵٪ با میانگین ۴٫۳/۱۰ را گرفت.
در متاکریتیک براساس ۱۲ نقد، امتیاز ۳۷ از ۱۰۰ را دریافت کرد که نشان‌دهندهٔ نقدهایی نامطلوب است.